# Afrikanische Spiele
Afrikanische Spiele ist eine 1936 erschienene Erzählung von Ernst Jünger.

## Inhalt
In dieser Erzählung hat Jünger eine zentrale persönliche Erfahrung aus seiner Jugend in der Zeit vor dem Ersten Weltkrieg literarisch relativ frei verarbeitet, wobei die zentralen Eckdaten und inhaltlichen Punkte von „Afrikanische Spiele“ mit den Eckdaten und Ereignissen des realen Fremdenlegionabenteuers Ernst Jüngers identisch sind.
Die relativ kurze Erzählung erzählt in der Ich-Form in einem humorvollen und doch zugleich etwas wehmütigen Ton, wie sich der achtzehnjährige Ernst Jünger (sein „alter ego“ lautet hier „Berger“) 1913 entschloss, die Schulbank und sein Elternhaus hinter sich zu lassen und eine Laufbahn bei der französischen Fremdenlegion zu beginnen. Jünger war – wie er selbst bzw. sein Alter Ego Berger zu Anfang der Erzählung eingesteht – ein miserabler Schüler und flüchtete sich während seiner Schulzeit aus dieser ihm widrigen Realität – wie er selbst nicht nur in den „Afrikanischen Spielen“, sondern auch im 1929 erschienenen „Abenteuerlichen Herzen“ erläutert – indem er Unmengen von Abenteuerliteratur in sich „hineinfraß“ und sich im Unterricht mehr oder minder heroischen Träumereien hingab. Am Ende der geistigen Fluchtbewegung steht in der Erzählung der reale Ausbruch des Minderjährigen aus seinem Elternhaus in Hannover und die Fahrt nach Verdun, wo er sich dann mit Erfolg von der Fremdenlegion anwerben lässt. Berger wird in eine Garnison in Sidi-Bel-Abbès, einer Stadt im nordwestlichen Algerien und einem Zentrum der Fremdenlegion verbracht. Die Truppe, die Berger in dieser Garnison kennenlernt, ist ein bunter Haufen von gestrandeten Außenseitern und Verlierern mit teilweise krimineller Vergangenheit aus aller Herren Ländern, die von ihren Vorgesetzten mit strenger Disziplin zusammengehalten wird. Der Dienst in dieser trostlosen Kaserne ist deprimierend und langweilig, daher unternimmt Berger nach kurzer Zeit mit seinem Kameraden Benoit einen Fluchtversuch, um sich über die Grenze nach Marokko abzusetzen und dort die Freiheit zu finden. Doch Berger und Benoit sind den Strapazen eines langen Fußmarsches nicht gewachsen; auch ist das Unternehmen schlecht vorbereitet. Noch am nächsten Morgen nach der Flucht werden die Ausreißer entdeckt und von Gendarmen zur Kaserne zurückgebracht, wo der Kommandeur der Garnison sie mit jeweils fünfzehn (Benoit) und zehn (Berger) Tagen Arrest bestraft. Nach einigen Wochen gelingt es dem Vater Bergers, den minderjährigen Sohn mittels diplomatischer Kontakte und erheblichen finanziellen Mitteln – Bergers, bzw. Jüngers Vater war vermögend – wieder aus der Fremdenlegion freizukaufen und nach Deutschland zurücküberstellen zu lassen. Mit der Rückfahrt Bergers nach Deutschland endet der Roman.
Das Fazit des Autors auf der zweitletzten Seite des Romans nach diesem lächerlich gescheiterten und enttäuschenden Ausbruchsversuch aus der wilhelminischen Schulwirklichkeit und der väterlichen Familienordnung: „Ich hatte mich in die Tinte gesetzt, und die praktische Vernunft (…) des Alten hatte mich wieder herausgeholt. Das Experiment war missglückt; ich hatte nur die Zahl der empfindsamen Reisen um eine letzte vermehrt. Ich musste zurück, musste leben wie die anderen auch“ und „Die Zeit der Kindheit war vorbei“.

## Zur Interpretation
Ernst Jünger hatte als Jugendlicher beträchtliche Schwierigkeiten mit der wilhelminischen Schulwirklichkeit und war von seinen Noten her ein absolut miserabler Schüler, im Übrigen war er außerdem durch eine typisch jugendliche, in psychoanalytischen Kategorien vielleicht als „ödipal“ zu beschreibende Vaterproblematik belastet. Der Vater – ein äußerst distanzierter und streng rationaler Charakter – wechselte aus beruflichen Gründen während Ernst Jüngers Kindheit oft seinen Wohnort, was den Sohn zu dauernden Schulwechseln zwang und ihn zum Einzelgänger ohne feste Freundschaften machte. Sehr anschaulich beschreibt Heimo Schwilk die familiäre und schulische Prägung, die Ernst Jünger zusammen mit seinen Brüdern in seiner Kindheit erhielt:

„Zum Einzelgänger wurde er (Ernst Jünger) nicht geboren, sondern durch die zahllosen Umzüge und Schulwechsel gemacht. Zudem erlebte er die kleine Welt seiner Familie als höchst dissonant, ja labyrinthisch. Der Vater blickte spöttisch auf die eigenen Eltern, er verachtete den Katholizismus der Schwiegermutter und verletzte auch seine Frau immer wieder mit seiner schroffen Art. Ernst Jünger hat nie ein bürgerliches Familienleben kennen gelernt, sondern nur das Zusammenleben höchst unterschiedlicher Charaktere, von denen jeder seinen eigenen Weg ging, soweit es sich mit den Plänen seines Vater vereinbaren ließ. Dieser nahm aber bei seinen Entscheidungen auf niemand Rücksicht, schon gar nicht auf seine Kinder. Ob Freundschaften durch den Wohnortswechsel zerbrachen, ob der schulische Werdegang erschwert wurde, interessierte ihn bei seinen ausschließlich vom wirtschaftlichen Erfolgsstreben bestimmten Entscheidungen nicht. Das wird für seine Söhne lebenslange Folgen haben. Nur der Sohn Wolfgang wird später den Konventionen einer bürgerlichen Existenz genügen“.

„Afrikanische Spiele“ ist insofern eine interessante und aufschlussreiche Erzählung Ernst Jüngers, als er auf die Genese seiner lebenslangen Suche nach dem befreienden Abenteuer hinweist und im Übrigen auch erklärt, weshalb er sein Leben lang unbürgerliche, solipsistische, anarchistische und heroische Ideale pflegte. Ernst Jüngers Gestaltkonzeptionen – die erste war die des „Kriegers“, die zweite die des „Arbeiters“, die dritte die des „Waldgängers“ – gipfeln 1977 in seinem „posthistorischen“ Roman „Eumeswil“, in dem in Anlehnung an Max Stirner der „Anarch“ als vierte und letzte Gestalt Ernst Jüngers als neues Lebensideal proklamiert wird. Der „Anarch“ ist dabei – genau wie die anderen Gestaltkonzeptionen davor – nichts anderes als ein „alter ego“ Ernst Jüngers, und der Roman „Afrikanische Spiele“ zeigt, dass Ernst Jüngers Gestaltkonzeption des „Anarchen“ kindliche Wurzeln hat, die in Ernst Jüngers problematischer familiärer und schulischer Sozialisation zu suchen sind.
Ernst Jünger – die biographischen Details werden vor allem in Heimo Schwilks „Ernst Jünger. Ein Jahrhundertleben“ in aller Breite und Klarheit vorgeführt und sie werden auch in den „Afrikanischen Spielen“ auf wenig verschleierte Weise sichtbar – war im bürgerlichen Sinne schon als Jugendlicher gescheitert, seine Schulkarriere war eine albtraumhafte Erfahrung. In den „Strahlungen III“, den Tagebuchaufzeichnungen der Zeit kurz nach dem Zweiten Weltkrieg – hier ist Ernst Jünger schon fast fünfzig Jahre alt – berichtet er von quälenden Prüfungsträumen, die viel eindringlicher seien als seine Erinnerungen an die Gefechte im Ersten Weltkrieg. Und über zwanzig Jahre später, in einer Eintragung vom 1. April 1972, erwähnt der nun schon auf die achtzig Jahre zugehende Ernst Jünger in seinem Tagebuchband „Siebzig Verweht II“: „Die Schule hängt mir immer noch nach, viel intensiver als das Militär“.
Jünger leistet in den „Afrikanischen Spielen“ ein erhebliches Maß an psychologischer Selbstdemaskierung, und dies ist für einen Autor, der sein Leben lang die Maske des elitären Kriegers und Einzelgängers trug, recht ungewöhnlich und er tut das, in dem er auf das für ihn sonst typische heroische und elitäre Vokabular völlig verzichtet. Dass er dies im Jahre 1936 tat, dürfte kein Zufall sein: Zu dieser Zeit hatte Ernst Jünger wohl schon definitiv begriffen, dass seine rechtsradikalen, antibürgerlichen, elitären konservativ-revolutionären Ideale, die er in der Zeit der Weimarer Republik hegte, in der Gestalt Adolf Hitlers und seiner rassistischen und demagogischen Tyrannei ihren widerwärtigsten und enttäuschendsten Ausdruck gefunden hatten. Und Ernst Jünger dürfte auch instinktiv begriffen haben, dass er und seine rechtsradikalen, elitären konservativ-revolutionären Zirkel an Hitlers Aufstieg nicht ganz unschuldig waren, weshalb er in „Afrikanische Spiele“ auf selbstdemaskierende Weise ein allerdings indirektes Schuldeingeständnis leistet, in dem er selbst auf die kindlichen psychologischen Wurzeln hinweist, die ihn nicht nur in das Abenteuer der Fremdenlegion trieben, sondern vor allem als Kriegsfreiwilligen in den Ersten Weltkrieg, aus dem er als Offizier – und als Kriegsheld mit zahlreichen Orden und vor allem dem Pour le Mérite ausgezeichnet – hervorgehen sollte. Denn nach dem misslungenen Ausbruch aus der wilhelminischen Schulwirklichkeit und der väterlichen Familienordnung zur Fremdenlegion schlossen Vater und Sohn noch 1913 den Pakt, dass Ernst Jünger erst das Abitur machen und der Vater ihm zur Belohnung dafür eine Kilimandscharo-Expedition finanzieren solle. Dazu kam es aber nicht, ein Jahr später legte der gelangweilte und leistungsunwillige Abiturient im Zeichen des beginnenden Ersten Weltkriegs das Notabitur ab – für Ernst Jünger war dies ein Geschenk des Himmels – und meldete sich freiwillig beim 73. Füsilier-Regiment in Hannover. Den Zusammenhang zwischen dem ersten, missglückten Abenteuer und dem zweiten, gelungenen Abenteuer stellt Ernst Jünger in den „Afrikanischen Spielen“ ganz bewusst her: „Der Vorstoß in das Gesetzlose ist lehrreich wie der erste Liebeshandel oder wie das erste Gefecht; das Gemeinsame dieser frühen Berührungen liegt in der Niederlage, die neue und stärkere Kräfte weckt. Wir werden ein wenig zu wild geboren und heilen die gärenden Fieber durch Tränke von bitterer Art“
Im August 1914, begann für Ernst Jünger nun das eigentliche, das große und prägende Abenteuer seines Lebens, der Erste Weltkrieg, aus dem sein ebenfalls autobiographischer Erstlingsroman In Stahlgewittern hervorging. Mit ihm begann auch seine publizistische Karriere in den rechtsradikalen, elitären konservativ-revolutionären Zirkeln.

### Sekundärliteratur
- Klaus Gauger: Krieger, Arbeiter, Waldgänger, Anarch. Das kriegerische Frühwerk Ernst Jüngers, Frankfurt am Main/Bern: Peter Lang 1997, ISBN 3-631-32180-5
- Heimo Schwilk: Ernst Jünger. Ein Jahrhundertleben, München/Zürich: Piper 2007, ISBN 978-3-492-04016-7
- Helmuth Kiesel: Ernst Jünger. Die Biographie, München: Siedler 2007, ISBN 978-3-88680-852-6
- Volker Mergenthaler: Völkerschau – Kannibalismus – Fremdenlegion. Zur Ästhetik der Transgression (1897–1936). Tübingen: Niemeyer 2005, S. 149–222, ISBN 3-484-15109-9
- Martin Meyer: Ernst Jünger, München: Hanser 1990, ISBN 3-446-15904-5